# Varnusz Egon
Varnusz Egon (Budapest, 1933. november 15. – Budapest, 2008. június 26.) FIDE-mester, sakk mesteredző, neves sakkszakíró, mintegy 50 művét ismerjük. A Magyar Sakkszövetség ifjúsági edzője volt 1969-től 20 éven át, majd ifjúsági szakfelügyelőként dolgozott. Ismert volt bridzsjátékosként is. Évtizedeken keresztül a Magyar Sakkélet szerzője, munkatársa. Varnus Xavér orgonaművész nagybátyja.

## Sakkpályafutása
14 évesen kezdett el versenyezni, két évvel később már a Kőbányai Sörgyár csapatának éljátékosa. 23 évesen lett mester.

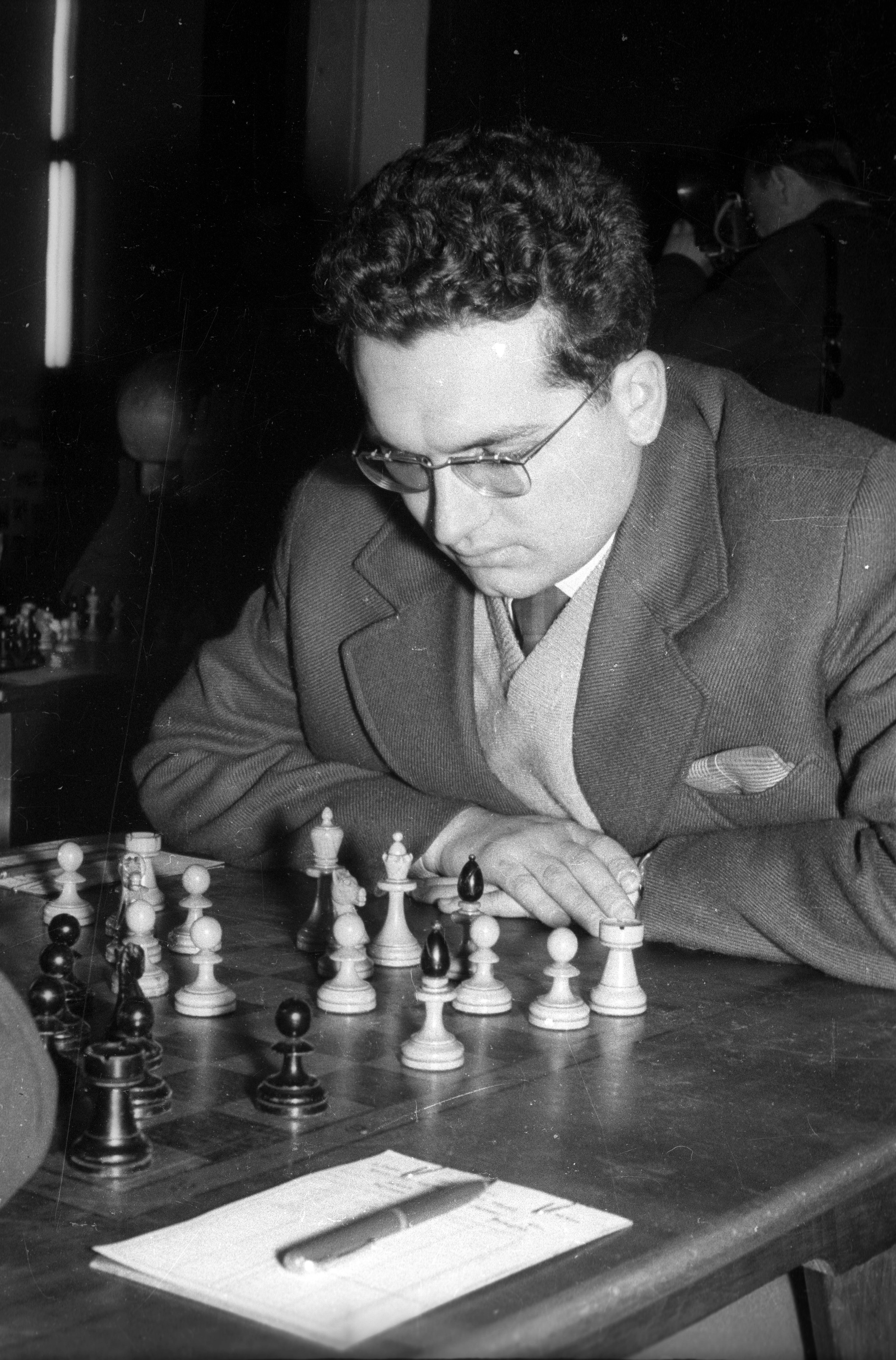
1959-ben, az Országos Sakkbajnokság döntőjében

Hétszer került a Magyar Bajnokság döntőjébe, ahol kiemelkedő sikere 1961-es győzelme Szabó László ellen, aki 9-szeres magyar bajnok és többszörös világbajnokjelölt volt. 1957–1980 között a Budapesti Spartacus többszörös bajnokcsapatának tagja, ezt követően az MTK együttesével sokszoros bajnok. 1966-ban az országos sakk egyéni bajnokságon 6. helyezést ért el.
1977-ben megszerezte a Budapest-bajnoka címet. 1983-ban FIDE-mester lett.

## Megjelent könyvei
- A spanyol megnyitás; Sport, Budapest, 1968 (Sakkozók kiskönyvtára)
- Fischer és Szpasszkij (Sport Lap- és Könyvkiadó, 1972, Flórián Tiborral együtt)
- A sakkvilág trónusáért I–III. (Sport Lap- és Könyvkiadó, 1977, Flesch Jánossal és Flórián Tiborral együtt)
- A Caro-Kann-védelem (Sport Lap- és Könyvkiadó, 1981)
- Magyarok a dobogón (Sport kiadó, 1972, többekkel együtt)
- Végjátékiskola, toronyvégjátékok
- Lajos Portisch Mr. Hungarian Chess. A XX. század legnagyobb magyar sakkozójának életútja. 170 válogatott játszma; Máyer, Budapest, 2000
- A rejtélyes budapesti sakkvilágbajnok avagy Bobby Fischer 252 elemzett játszmája; Varnusz Á. Fordító és Tolmács BT., Budapest, 2001
- J. R. Capablanca, 1-2.; Varnusz BT, Budapest, 2002
  - 1. His first golden age. Games 1888–1925
  - 2. At the top. Games 1926–1942
- Végjátékiskola. Futó a huszár ellen nehéztisztekkel és anélkül; Varnusz Á. Fordító és Tolmács Bt., Budapest, 2003
- Könnyűtisztek harca a végjátékban. Szemelvények a szerző hamarosan megjelenő új végjátékkönyvéből; Magyar Sakkvilág, Budapest, 2007 (Magyar sakkvilág füzetek)

Források:
Idegen nyelven megjelent könyvei
Angol és német nyelven 15 könyve, illetve fordítása jelent meg:
- Lajos Portisch-Mr. Hungarian Chess (Máyer Nyomda és Könyvkiadó, 2000, angolul)
- Die ausgewählten Partien von Lajos Portisch, by Egon Varnusz, Harri Deutsch 1990, ISBN 963-13-3707-3 (németül)
- Wie spielt man Bogo-Indisch, by Egon Varnusz, Dreir Publishers 1989 (németül)
- Play Anti-Indian Systems, by Egon Varnusz, Franckh-Kosmos 1990, ISBN 3-440-06156-6 (angolul)
- Play the Caro-Kann, by Egon Varnusz, MacMillan 1991 (2nd edition), ISBN 1-85744-013-7 (angolul)
- Semi-Slawisch 1 -- Meraner Variante, by Egon Varnusz, Dreier Publishers 1992 (németül)
- Semi-Slawisch 2 -- Antimeraner, by Egon Varnusz, Dreier Publishers 1992 (németül)
- Angenommenes Damengambit (Queen's Gambit Accepted), by Egon Varnusz, Düsseldorf 1994, Schachverlag Manfred Maguer, ISBN 3-925691-11-1 (németül). Az angol változat: (pub. Schmidt Schach) translated by Gábor Pirisi (angolul)
- Neuerungen in Slawisch, by Egon Varnusz, Dreier Publishers 1994 (németül)
- Slawisch, by Egon Varnusz, Dreier Publishers 1994 (németül)
- Paul Keres Best Games, Volume I: Closed Games, by Egon Varnusz, London 1994, Cadogan Chess, ISBN 1-85744-064-1 (angolul)
- Paul Keres Best Games, Volume II: Semi-Open Games, by Egon Varnusz, London 1994, Cadogan Chess, ISBN 0-08-037139-6 (angolul)
- Aljechin, der Grosste, by Egon Varnusz and Arpad Walter Foldeak, Düsseldorf 1994, Schachverlag Manfred Maguer, ISBN 3-89597-254-1 (németül)
- Klassische System / Spanisch ohne a6, by Egon Varnusz, 1995, Becker Publishers (németül)
- Emanuel Lasker Games 1889-1907, by Egon Varnusz, 1998, Schmidt Schach Publishers (angolul)
- M.M. Botvinnik I, Games 1924-1940, by Egon Varnusz, 1999, Schmidt Schach Publishers (angolul)